# NGC 1539
NGC 1539 este o galaxie situată în constelația Taurul. A fost descoperită în 6 septembrie 1864 de către Albert Marth. Se află la o distanță de 75,39 de megaparseci de Pământ.